# The Man-Machine
| 전문가 평가                   | 전문가 평가 |
| 평가 점수                     | 평가 점수   |
| 출처                          | 점수        |
| ----------------------------- | ----------- |
| AllMusic                      | [ 1 ]       |
| Christgau's Record Guide      | B+          |
| The Guardian                  | [ 3 ]       |
| The Irish Times               | [ 4 ]       |
| Mojo                          | [ 5 ]       |
| Q                             | [ 6 ]       |
| The Rolling Stone Album Guide | [ 7 ]       |
| Select                        | 5/5         |
| Spin Alternative Record Guide | 8/10        |
| Uncut                         | [ 10 ]      |

《The Man-Machine》(독일어: 《Die Mensch-Maschine》)은 독일의 일렉트로닉 음악 밴드 크라프트베르크의 일곱 번째 스튜디오 음반이다. 1978년 5월 19일 독일의 클링 클랑과 캐피틀 레코드에 의해 발매되었다. 그들의 기계적인 스타일을 더욱 개선시킨 이 음반은 그 그룹이 더 춤출 수 있는 리듬을 통합한 것을 보았다. 이 음반에는 싱글 〈The Model〉과 〈The Robots〉가 포함되어 있다.
비록 이 음반은 처음에 영국 음반 차트에서 성공을 거두지 못했지만 1982년 2월 9위로 새로운 정점을 찍었고, 이 음반은 영국에서 《Autobahn》 (1974년)에 이어 두 번째로 높은 정점을 찍은 음반이 되었다.

## 배경 및 발매
《The Man-Machine》은 카를 바르토스가 랄프 휘터, 플로리안 슈나이더와 함께 작곡가로 공동 인정받은 최초의 크래프트베르크 음반이다. 에밀 슐트는 〈The Model〉의 작사를 공동 집필했다. 올뮤직 편집자 스티브 휴이는 이 음반을 "초기 뉴 웨이브 일렉트로팝을 정의하는 사운드와 스타일에 더 가깝다"고 묘사했고, "분할된 콘셉트 음반의 느낌"에 주목했으며, 일부 곡(타이틀 트랙과 〈The Robots〉 등)은 "인간과 기술 사이의 SF적 연결"을 탐구했고, 〈Neon Lights〉와 〈Metropolis〉와 같은 다른 영화들은 "도시화의 매력"을 축하한다. 《언컷》 비평가 데이비드 카바나는 〈The Model〉을 "비통한 팝 풍자"라고 불렀고, "희박한 가사는 그들 스스로 상당한 해석에 도움이 된다"고 썼다.
독일의 첫 번째 프레싱은 빨간 바이닐이었다. 《The Man-Machine》은 1982년 2월 15일 영국 축음기 산업(BPI)에 의해 골드 인증을 받았으며, 이는 100,000장 이상의 출하량을 의미한다. 2009년 10월, 이 음반의 리마스터판은 유럽의 뮤트 레코드와 미국의 아스트랄베르크스에 의해 CD와 디지털로 발매되었고, 2009년 11월 헤비웨이트 바이닐 에디션이 발매되었다.

## 곡 목록
| #  | 제목           | 작사·작곡                                   | 재생 시간 |
| -- | -------------- | ------------------------------------------- | --------- |
| 1. | 〈The Robots〉 | 랄프 휘터, 플로리안 슈나이더, 카를 바르토스 | 6:10      |
| 2. | 〈Spacelab〉   | 휘터, 바르토스                              | 5:50      |
| 3. | 〈Metropolis〉 | 휘터, 슈나이더, 바르토스                    | 6:01      |

| #  | 제목                | 작사·작곡                | 재생 시간 |
| -- | ------------------- | ------------------------ | --------- |
| 4. | 〈The Model〉       | 휘터, 바르토스 에밀 슐트 | 3:38      |
| 5. | 〈Neon Lights〉     | 휘터, 슈나이더, 바르토스 | 9:03      |
| 6. | 〈The Man-Machine〉 | 휘터, 바르토스           | 5:28      |

## 인증
| 국가                       | 인증 | 판매량/출하량 |
| -------------------------- | ---- | ------------- |
| 독일                       | —    | 150,000       |
| 영국 (BPI)                 | 골드 | 100,000^      |
| ^출하량을 기반으로 한 인증 |      |               |